# 오쿠 히로야
오쿠 히로야(奥浩哉, 1967년 9월 16일 ~ )는 주간 영점프에 연재 중인 간츠, 기간트, 헨, 이누야시키의 작가인 일본의 만화가이다. 원래 오토모 카츠히로와 이케가미 료이치의 영향을 받은 그의 만화에는 노골적인 폭력, 성적인 묘사, 대중이 금기시하는 내용이 자주 포함되어 있으며, 만화 배경에 디지털 처리를 사용하는 선구자로 알려져 있다.
그의 데뷔 만화 편은 1988년 영 점프 청소년 만화상에서 준우승을 차지했다. 연재 당시 사용한 가명은 야히로 쿠온(久遠 矢広)이었다.
오쿠는 남코 반다이의 엑스박스 360 및 플레이스테이션 3 격투 게임인 소울칼리버 IV의 '슈라'라는 캐릭터를 디자인했다.